# Velten
Velten [ˈfɛltn̩] ist eine Stadt im brandenburgischen Landkreis Oberhavel in Deutschland. Aufgrund der bedeutenden Rolle der Tonwarenindustrie trägt Velten den Beinamen Ofenstadt.

## Geographie

### Lage
Velten liegt am naturräumlichen Übergang von der Zehdenick-Spandauer Havelniederung zur Hochfläche des Gliens.

### Nachbargemeinden
Velten grenzt von Norden ausgehend im Uhrzeigersinn an Leegebruch, Oranienburg, Hohen Neuendorf, Hennigsdorf und Oberkrämer.

## Stadtgliederung
Neben dem eigentlichen Ort Velten gehören die Wohnplätze An der Marwitzer Trift, Heidekrug, Hohenschöpping und Siedlung am Bärenklauer Weg zum Stadtgebiet.
Hohenschöpping liegt südöstlich der Kernstadt am Oder-Havel-Kanal, Heidekrug im Osten.

## Geschichte

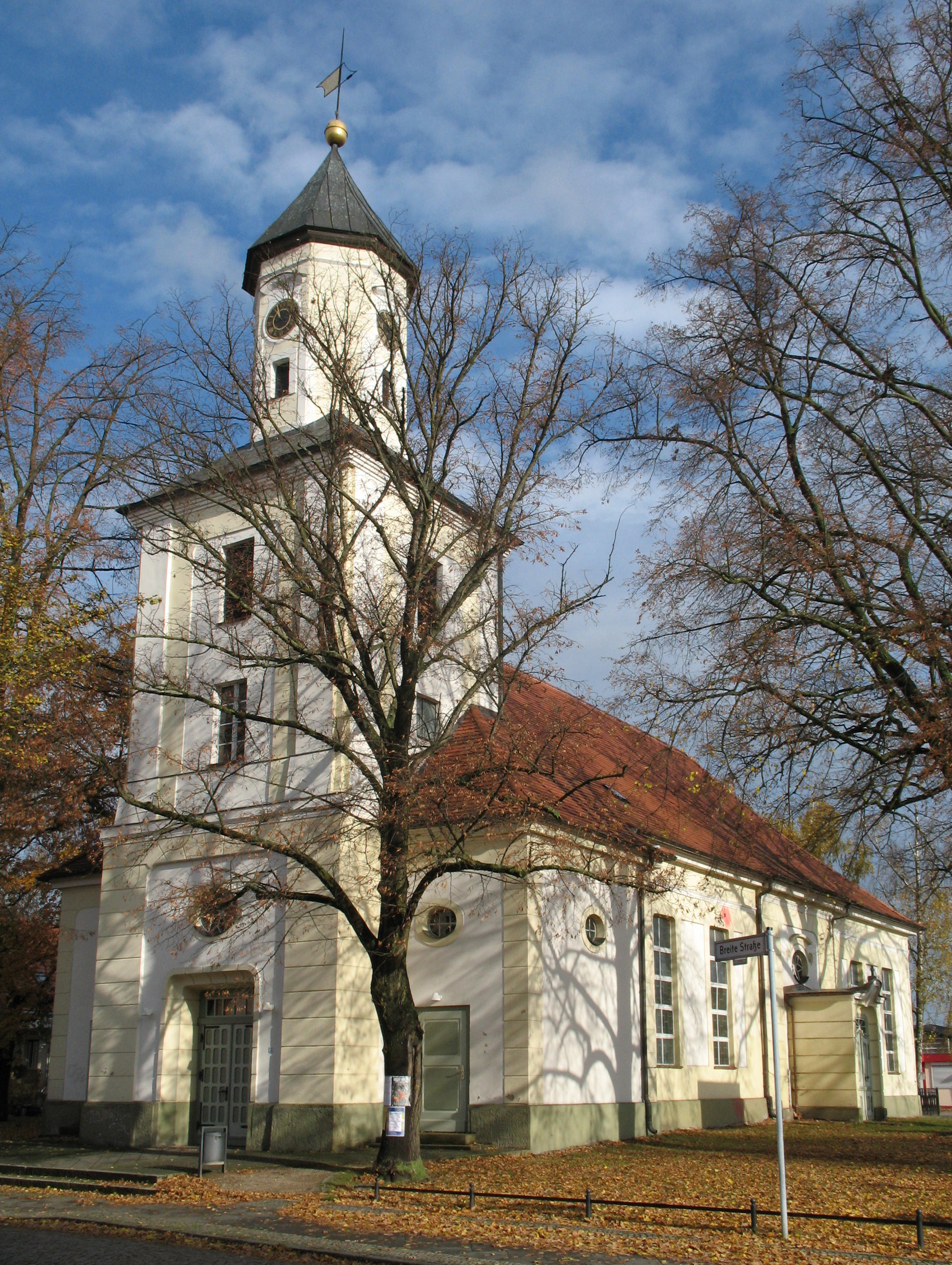
Evangelische Kirche, erbaut 1750

### Von den Anfängen bis zur Industrialisierung
Erste Spuren menschlicher Besiedlung im Veltener Stadtgebiet, stammen aus der Zeit um 1500 v. Chr. bis 800 v. Chr. In der Breiten Straße im Bereich des Angers, der Kirche, sowie der Realschule fand man 1999 bei Bauarbeiten Keramikscherben eines Gefäßes (eventuell einer Urne) aus der Bronzezeit. In die Zeit um 600 v. Chr. fallen die Reste eines Back- oder Brennofens, den Bauarbeiter in der Breiten Straße ausgruben.
Der Ortsname Velten ist auf eine Namensübertragung im Zuge der deutschen Ostexpansion zurückzuführen. Etwa um 1180 wurden hier Bauern aus dem Ort Veltheim am Fallstein (ostfälisch: Velten) angesiedelt. Die erste urkundliche Erwähnung erfolgte am 24. Februar 1355, als der Markwart von Lauterbach unter anderen Velten an den Ritter Copke von Bredow verkaufte. Die nächsten drei Jahrhunderte gehörte Velten dem Adelsgeschlecht der von Bredow. In dieser Zeit sind die Schreibweisen Felthim, Feltheim, Feltin, Feltein, Feltzin und Feltym in unterschiedlichen Dokumenten vorgekommen.
Im Jahre 1750 erbaute man auf dem Anger die evangelische Dorfkirche und 1863 nördlich davon das Pfarrhaus.
Während des Zweiten Schlesischen Krieges drangen am 10. September 1760 russische Soldaten in Velten ein, brandschatzten, verübten Gewalttaten und erpressten 100 Taler von der Bevölkerung.

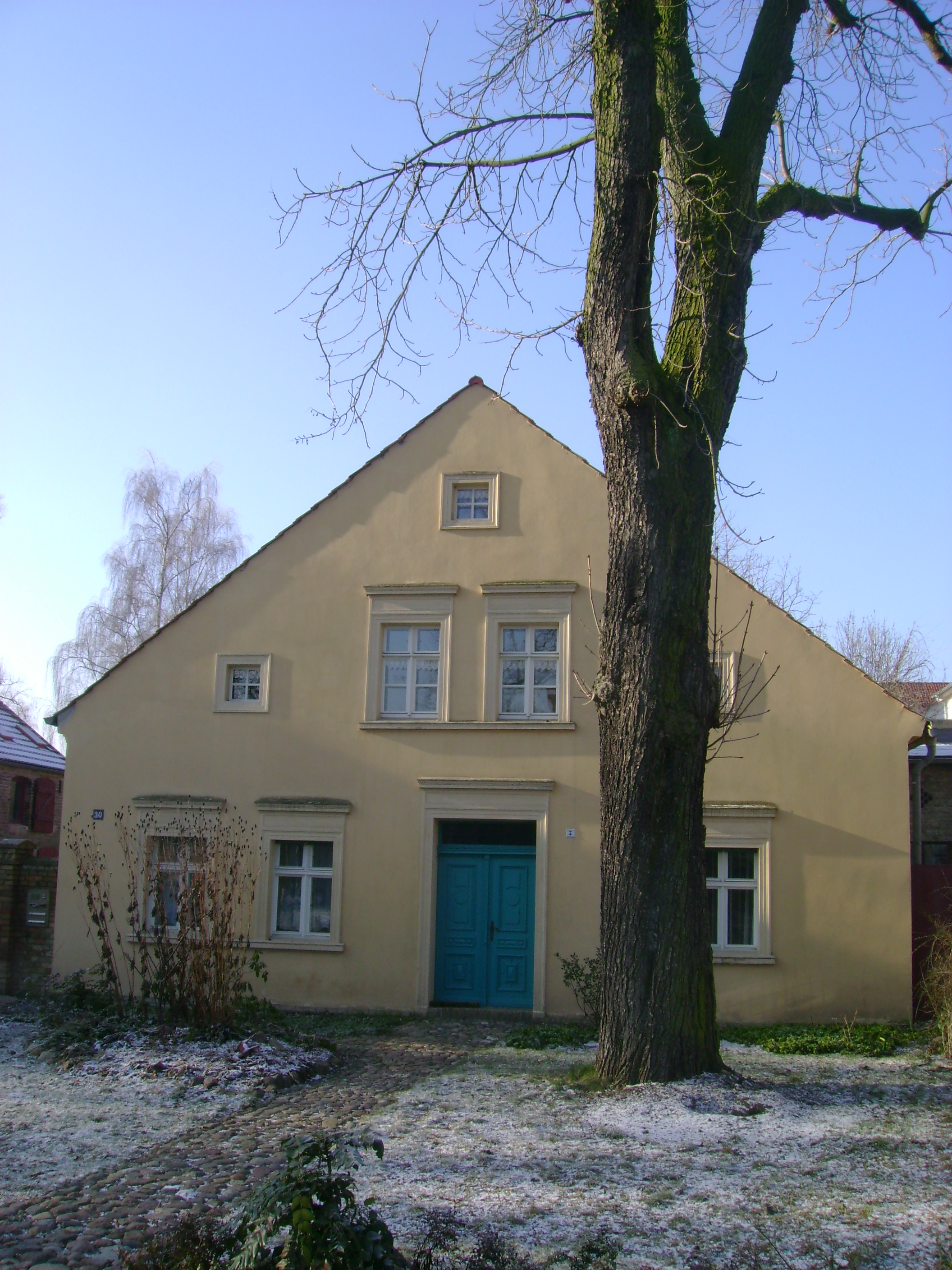
Denkmalgeschütztes märkisches Mittelflurhaus Breite Straße 30

Anfang des 19. Jahrhunderts war Velten ein reines Ackerdorf mit dem für diese Gegend typischen Anger, um den sich zwölf Hofwirtschaften gruppierten. Das typische Gebäude dieser Zeit war das märkische Mittelflurhaus aus Lehmwänden und mit Schilfrohr gedeckt. Ab 1800 baute man diese Häuser auch mit Ziegelsteinen. Bei diesem Haustyp befand sich der Eingang auf der der Straße zugewandten Giebelseite, auf der abgewandten Giebelseite lagen die Viehställe unter demselben Dach.
Im Jahre 1806 nach der durch Preußen verlorenen Schlacht bei Jena und Auerstedt erschienen französische Truppen und nahmen das Vieh und die Kirchenkasse mit. Ab August 1807 mussten französische Truppen beherbergt werden, die bis 1812 blieben. Im Jahre 1816 gehörte Velten zum neu gebildeten Landkreis Osthavelland.

### Industrialisierung
1828 begann die Geschichte der Veltener Ofen- und Kachelindustrie. Grundlage dafür waren die westlich des Ortes gelegenen Tonvorkommen. 1835, als Velten nur 500 Einwohner hatte, ließ der Maurerpolier Johann Ackermann die erste Ofenkachelfabrik erbauen, 1878 wurden in 22 Ofenkachelfabriken etwa 22.000 Öfen hergestellt. 1894 waren es schon 35 Fabriken mit 2000 Beschäftigten, bis zum Jahr 1903 kamen noch 18 Unternehmen dazu, Velten zählte somit zu diesem Zeitpunkt 43 Ofenfabriken und keramische Werkstätten. 1905 war der wirtschaftliche Höhepunkt mit einer jährlichen Produktion von 100.000 Kachelöfen erreicht. Durch die Erfindung der weißen Schmelzglasur wurde die Veltener Kachel ein Weltbegriff.
Im Jahre 1895 baute die katholische Gemeinde in der heutigen Schulstraße die Kirche St. Joseph im neoromanischen Stil und ein Pfarrhaus. Im Jahre 1890, Velten hatte inzwischen rund 7000 Einwohner, gehörten 5422 der evangelischen und 179 der katholischen Konfession an.

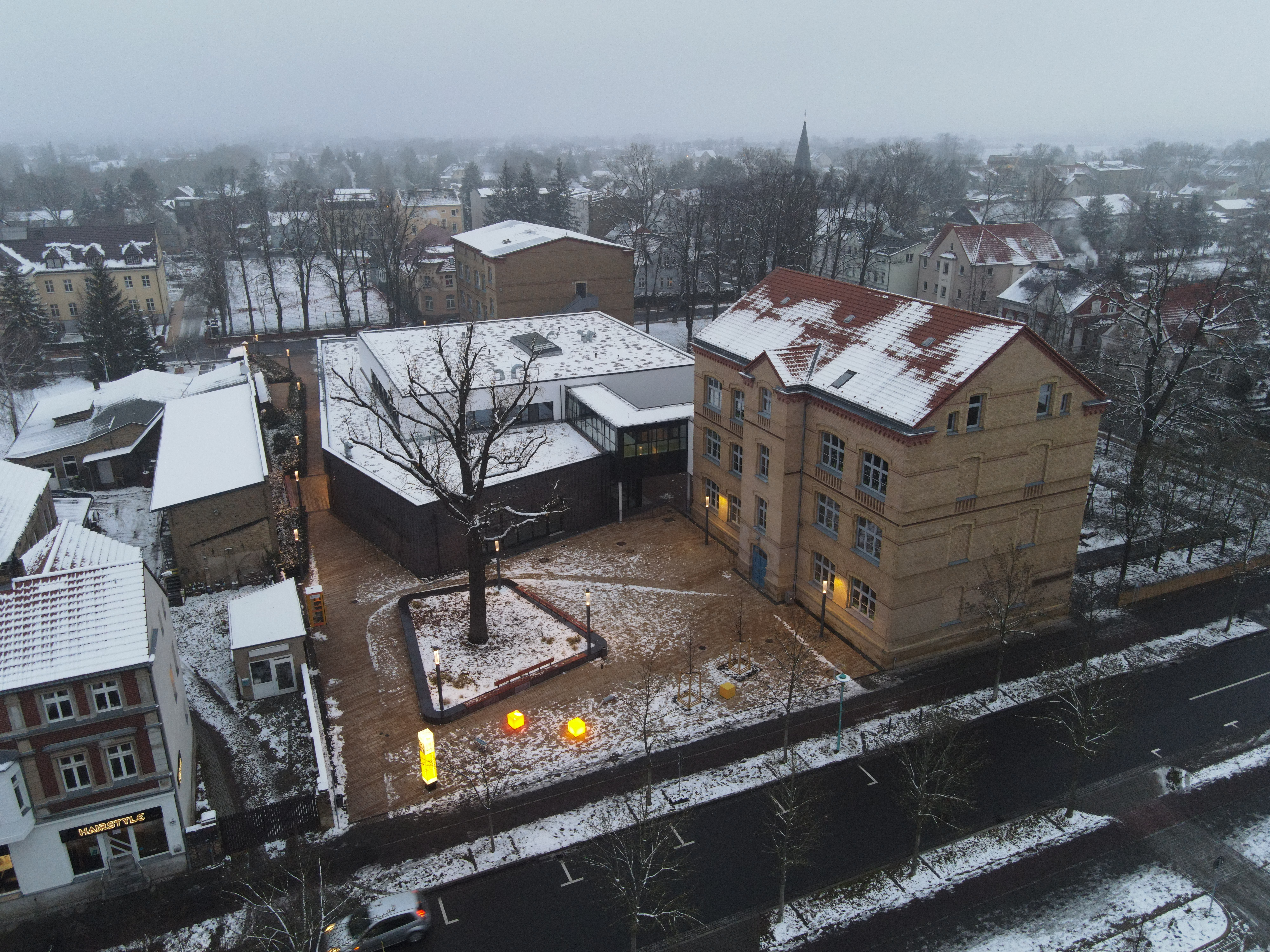
1885 erbautes Schulgebäude, seitdem durchgehend als Schule genutzt

Das erste Schulgebäude, das als solches gebaut wurde, war die 1877 errichtete Schule in der Breiten Straße 16. Der erste moderne Schulbau entstand 1885 in der Viktoriastraße und wird bis heute durchgehend als Schule genutzt. Die Freiwillige Feuerwehr entstand 1887 mit 22 aktiven und sechs passiven Mitgliedern.
Seit 1893 war Velten durch die Kremmener Bahn an das Eisenbahnnetz angeschlossen. Im Jahre 1910/11 wurde der Veltener Hafen angelegt und durch den Veltener Stichkanal mit der Havel verbunden. Verschiedene Firmen, wie Eisenfabriken, Gießereien, Steingutfabriken, chemische Werke und Sägewerke siedelten sich im umliegenden Industriegebiet an.
Im Ersten Weltkrieg war Velten Standort der 5. Eskadron der Train-Ersatz-Abteilung Nr. 3. Aufgrund von Rohstoff- und Arbeitermangel mussten viele Unternehmen ihre Produktion einstellen. Insgesamt fielen 280 Veltener an der Front.
Am 5. Februar 1922 wurde das neue Rathaus, ein ehemaliges Elektrizitätswerk, eingeweiht. Dadurch befand sich die Gemeindeverwaltung, die zuvor auf drei Standorte verteilt war, erstmals unter einem Dach. Im gleichen Jahr entstand durch Umbau einer alten Scheune die heute noch bestehende Schule in der Breiten Straße. Am 16. März 1927 erreichte die erste S-Bahn aus Berlin-Stettiner Bahnhof im fahrplanmäßigen Verkehr den Bahnhof. Zur Wartung der neuen Züge hatte die Deutsche Reichsbahn eine neue Triebwagenhalle errichten lassen. Im Jahre 1931 entstand das neue Postgebäude und die Poststraße. Anfang der 1930er Jahre produzierten noch 15 Ofenfabriken im Ort.

### Zeit des Nationalsozialismus
Bei der Reichstagswahl am 5. März 1933 erhielten die Sozialdemokraten 1756 Stimmen, die Nationalsozialisten 1687 und die Kommunisten 1340 Stimmen. In der heutigen Karl-Liebknecht-Straße wurde das Adolf-Hitler-Haus als Lager des RAD eingeweiht. Durch die zunehmende Industrialisierung des Ortes wuchs die Einwohnerzahl auf rund 9000, so dass Velten 1935 das Stadtrecht verliehen wurde. Zu Beginn der Zeit des Nationalsozialismus wurde im Meisnershof im Forstbezirk Hohenschöpping ein frühes KZ eingerichtet, das zur Verschleierung des brutalen Umgangs mit den dort inhaftierten politischen Gefangenen als „Fahrschule der SA“ bezeichnet wurde. Im Juni 1933 wurde es aufgelöst – wie alle frühen KZ – und die Gefangenen in das KZ Oranienburg überführt. Von 1938 bis 1941 befand sich in Velten das Depot, in dem die als „entartet“ beschlagnahmten Kunstwerke, die in der Nazipropaganda-Wanderausstellung „Entartete Kunst“ gezeigt werden sollten, gelagert wurden.
Ab 1938 befand sich an der Berliner Chaussee am Rande Veltens ein Übungsplatz des Regiments Hermann Göring, wo Teile der Einheit bis Kriegsende stationiert waren. Während des Zweiten Weltkrieges mussten Frauen und Männer aus den von Deutschland besetzten Ländern Zwangsarbeit verrichten: in den Firmen Felix Deichmann, Borsig, Bergmann und Ikaria. Laut Totenliste ruhen auf dem Friedhof 75 Todesopfer der Zwangsarbeit mit einem hohen Anteil aus der Sowjetunion und Polen sowie Rumänien, Bulgarien und Frankreich. Nach anderen Angaben wurden sogar über 100 ausländische Tote dort bei Kriegsende bestattet. Neben dem Zwangsarbeiterlager gab es seit März 1943 ein Außenlager des KZ Ravensbrück mit bis zu 722 Frauen. Diese wurden in der Rüstungsproduktion der Veltener Maschinenbau GmbH Ikaria in der Berliner Straße 12b bzw. der Havelschmelzwerk GmbH in der Berliner Straße 8 eingesetzt und mussten Flugzeugteile montieren, die dann an die Heinkel-Werke Oranienburg geliefert wurden. Am 23. April 1945 besetzte die Rote Armee Velten. Im Zweiten Weltkrieg fielen 270 Veltener an der Front, und 91 Zivilisten wurden infolge von Bombenabwürfen und Kampfhandlungen bis Kriegsende getötet.

### Nachkriegszeit und DDR
Am 27. April 1945 wurde im Rathaus eine sowjetische Kommandantur errichtet und die neue Stadtverwaltung unter Max Dietrich gebildet. Velten blieb zwar bis auf Ausnahmen von kriegsbedingten Zerstörungen verschont, aber die Probleme waren groß. In der Stadt hielten sich viele Flüchtlinge aus den ehemaligen deutschen Ostgebieten auf. Es gab kaum Lebensmittel, und die Schule sollte zum 1. Oktober 1945 wieder beginnen. Da die Havelbrücke in Hennigsdorf zerstört war, bestand bis Juli 1946 kein durchgehender Bahnverkehr in Richtung Berlin. Auch in Velten wurde im Rahmen der Bodenreform zum 1. April 1946 Grundbesitz über 100 ha entschädigungslos enteignet und das Land neu verteilt. Den größten keramischen Betrieb im Stadtgebiet, die Veltag, demontierte die sowjetische Besatzungsmacht teilweise, bevor im Oktober 1945 die Produktion wieder anlief. Alle Betriebe wurden enteignet und nach und nach in Volkseigene Betriebe (VEB) umgewandelt.
Am 23. August 1947 ereignete sich bei Velten ein schwerer Eisenbahnunfall: In einem Personenzug lief aus einem Kanister, der in der Gepäckablage deponiert war, Benzin aus, das sich durch eine Zigarette entzündete. Das Feuer griff auf ein Paket mit Zelluloidfilmen über und breitete sich schnell aus. Dem Schaffner gelang es zwar, den Zug anzuhalten. Da in dem betreffenden Wagen aber nur ein einziger Ausgang zur Verfügung stand, gerieten die Reisenden in Panik. 24 Menschen starben, 35 wurden darüber hinaus verletzt.
Seit der Verwaltungsreform in der DDR 1952 gehörte Velten zum Kreis Oranienburg im Bezirk Potsdam. Bis dahin hatte die Stadt zum Kreis Osthavelland gehört. Im Jahre 1961 hatte Velten 10.028 Einwohner. Nach dem Mauerbau hatte Velten keine direkte Bahnverbindung nach Berlin mehr. Um die Wohnungsnot zu mindern, errichtete man zwischen der Poststraße/Bahnstraße/Rosa-Luxemburg-Straße Wohnblöcke. Später ab 1984 begann man, das neue Wohngebiet Velten-Süd in Plattenbauweise zu errichten.

### Nachwendezeit
Seit der Kreisreform 1993 gehört Velten dem Landkreis Oberhavel im 1990 wieder gegründeten Land Brandenburg an. Am 31. Dezember 2015 wohnten 11.766 Einwohner hier. Neben dem 1994 neu erbauten Marktplatz in der Viktoriastraße entstanden auch neue Siedlungen, so 1994 (Botagsiedlung), 1996 (Am Kuschelhain), 1997 (Velten-Parkstadt) und 1998 (Velten-Grün, Am Heidekrug).

### Wohnplatz Hohenschöpping
Der Ort, bereits 1701 als Hohen Schepping erwähnt, war eine Schiffsanlegestelle an der Havel mit weiteren Nutzungen wie Ziegeleien und später einer Ausflugsgaststätte. Das Forsthaus Hohenschöpping wurde 1840 erbaut. Der Gutsbezirk Hohenschöpping wurde 1928 aufgelöst und kam zur Gemeinde Velten, ein kleinerer Teil im Süden kam zu Hohen-Neuendorf. 1938 wurde zur Erschließung lokal neu erbauter Rüstungsbetriebe der Bahnhof Hohenschöpping an der Kremmener Bahn eröffnet und von der Berliner S-Bahn teilweise im 10-Minuten-Takt bedient. Nach 1945 hatte der Bahnhof nur noch geringe Bedeutung und wurde 1998 geschlossen.

## Bevölkerungsentwicklung
Die Bevölkerungsentwicklung Veltens ist eng mit der beginnenden Industrialisierung, insbesondere der Tonwarenindustrie, verbunden. Während um 1772 nur 257 Einwohner hier wohnten, stieg diese Zahl bis 1850 auf etwa 500.
Inzwischen hatte seit 1835 der Aufstieg der Tonwarenindustrie begonnen, und die Einwohnerzahl stieg entsprechend. Bis 1874 verfünffachte sie sich auf 2300 und zu Beginn des 20. Jahrhunderts wohnten 6924 Menschen hier. In diese Zeit fällt auch die Wandlung des ursprünglich märkischen Angerdorfes in eine Industriestadt. Bis 1935, dem Jahr der Verleihung der Stadtrechte, stieg die Einwohnerzahl auf 9000. Diese Entwicklung ist auf die allgemeine Bevölkerungsentwicklung der damaligen Zeit und den weiteren Ausbau der Veltener Industrie (inzwischen auch Metall- und Chemieindustrie) zurückzuführen. Da sich die Bevölkerungsverluste im Zweiten Weltkrieg in Grenzen hielten und Velten weiterhin Industriestandort blieb, wuchs die Bevölkerung moderat weiter und erreichte 1961 insgesamt 10.028 Einwohner. Der nach der politischen Wende von 1990 prognostizierte Bevölkerungszuwachs blieb aus. Im Vergleich zu den Nachbargemeinden, die zum Teil deutliche Einwohnerzuwächse hatten, hielt sich die Einwohnerzahl Veltens seitdem zwischen 11.000 und 12.000. Im Jahr 2021 wurde mit 12.405 Einwohnern ein neuer Höchststand erreicht.
| Jahr | Einwohner |
| ---- | --------- |
| 1875 | 2.712     |
| 1890 | 6.017     |
| 1910 | 7.483     |
| 1925 | 7.646     |
| 1933 | 7.974     |
| 1939 | 9.753     |

| Jahr | Einwohner |
| ---- | --------- |
| 1946 | 10.301    |
| 1950 | 10.546    |
| 1964 | 09.826    |
| 1971 | 08.959    |
| 1981 | 07.967    |
| 1985 | 07.727    |

| Jahr | Einwohner |
| ---- | --------- |
| 1990 | 10.496    |
| 1995 | 11.136    |
| 2000 | 12.118    |
| 2005 | 11.446    |
| 2010 | 11.858    |
| 2015 | 11.766    |

| Jahr | Einwohner |
| ---- | --------- |
| 2020 | 12.296    |
| 2021 | 12.405    |
| 2022 | 12.557    |
| 2023 | 12.734    |
| 2024 | 12.727    |

Gebietsstand des jeweiligen Jahres, Einwohnerzahl: Stand 31. Dezember (ab 1991), ab 2011 auf Basis des Zensus 2011, ab 2022 auf Basis Zensus 2022

## Religion

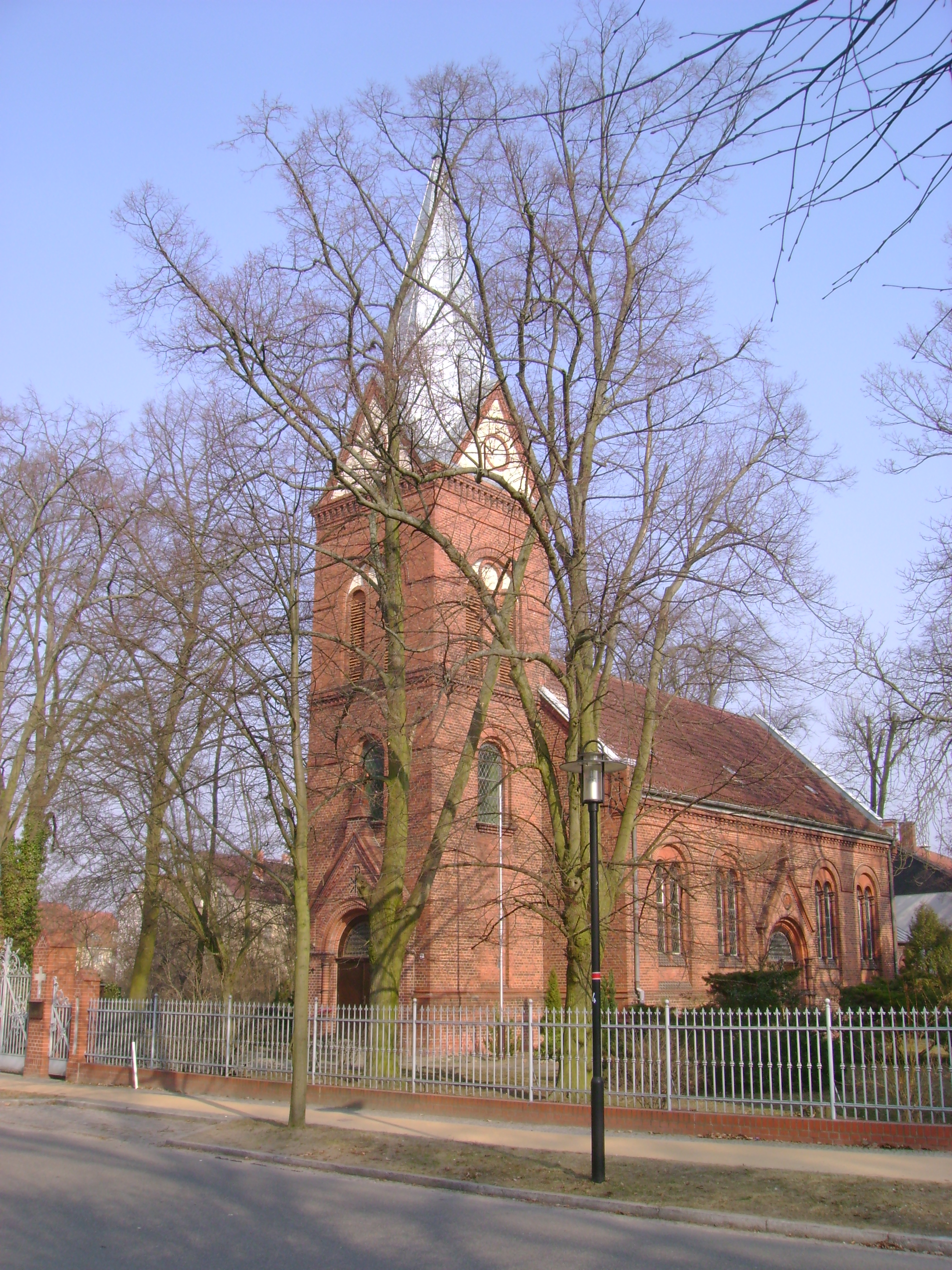
Katholische Kirche, erbaut 1885

Der evangelische Pfarrsprengel Velten gehört zum Kirchenkreis Oberes Havelland im Sprengel Potsdam der Evangelischen Kirche Berlin-Brandenburg-schlesische Oberlausitz. 2017 waren etwa 1500 Gemeindemitglieder erfasst.
Die evangelische Kirche und das Pfarrhaus befinden sich in der Breiten Straße, die evangelische Kita in der Mittelstraße 42.
Die katholische Kirche St. Joseph in der Schulstraße gehört organisatorisch zur Pfarrgemeinde Hennigsdorf und ist dem Dekanat Oranienburg im Erzbistum Berlin angegliedert.
Die Zeugen Jehovas unterhalten in Velten im Havelring 1 einen Königreichssaal für lokale Zusammenkünfte sowie einen Kongresssaal, der für überregionale Treffen der Religionsgemeinschaft genutzt wird.
In der Breiten Straße 90 betreibt die Johannische Kirche das Gemeindehaus Arche.
Die Evangelisch-Freikirchliche Gemeinde Velten (Baptisten) wurde erstmals am 15. März 1859 erwähnt. Im Jahre 1868 hatte sie 71 und 1949 schon 150 Mitglieder. Das Gemeindehaus in der Wilhelmstraße 22a unterhält die Gemeinde seit dem 14. Juli 1879.

## Politik

### Stadtverordnetenversammlung
Die Stadtverordnetenversammlung von Velten besteht aus 22 Stadtverordneten und der hauptamtlichen Bürgermeisterin. Die Kommunalwahl am 9. Juni 2024 führte bei einer Wahlbeteiligung von 62,7 % zu folgendem Ergebnis:
| Partei / Wählergruppe       | Stimmenanteil 2014 | Sitze 2014 |  | Stimmenanteil 2019 | Sitze 2019 |  | Stimmenanteil 2024 | Sitze 2024 |
| --------------------------- | ------------------ | ---------- |  | ------------------ | ---------- |  | ------------------ | ---------- |
| AfD                         | –                  | –          |  | 13,7 %             | 3          |  | 25,7 %             | 6          |
| SPD                         | 27,2 %             | 6          |  | 27,1 %             | 6          |  | 22,6 %             | 5          |
| Pro Velten                  | 41,6 %             | 9          |  | 31,6 %             | 7          |  | 21,8 %             | 5          |
| CDU                         | 13,3 %             | 3          |  | 11,1 %             | 2          |  | 12,0 %             | 3          |
| Die Linke                   | 08,3 %             | 2          |  | 09,5 %             | 2          |  | 05,6 %             | 1          |
| Die Heimat (bis 2023 NPD)   | 04,1 %             | 1          |  | 03,9 %             | 1          |  | 04,7 %             | 1          |
| Einzelbewerber Philip Giese | –                  | –          |  | –                  | –          |  | 02,6 %             | 1          |
| Bündnis 90/Die Grünen       | –                  | –          |  | –                  | –          |  | 02,5 %             | –          |
| FDP                         | 01,1 %             | –          |  | 03,1 %             | 1          |  | 02,4 %             | –          |
| BVB/Freie Wähler            | 04,4 %             | 1          |  | –                  | –          |  | –                  | –          |
| Insgesamt                   | 100 %              | 22         |  | 100 %              | 22         |  | 100 %              | 22         |

In Brandenburg hat jeder Wähler bei der Kommunalwahl drei Stimmen, die er auf die Bewerber eines Wahlvorschlages oder unterschiedlicher Wahlvorschläge verteilen kann.

### Bürgermeister
- 2001–2009: Heiko Manthey[36]
- seit 2009: Ines Hübner (SPD)

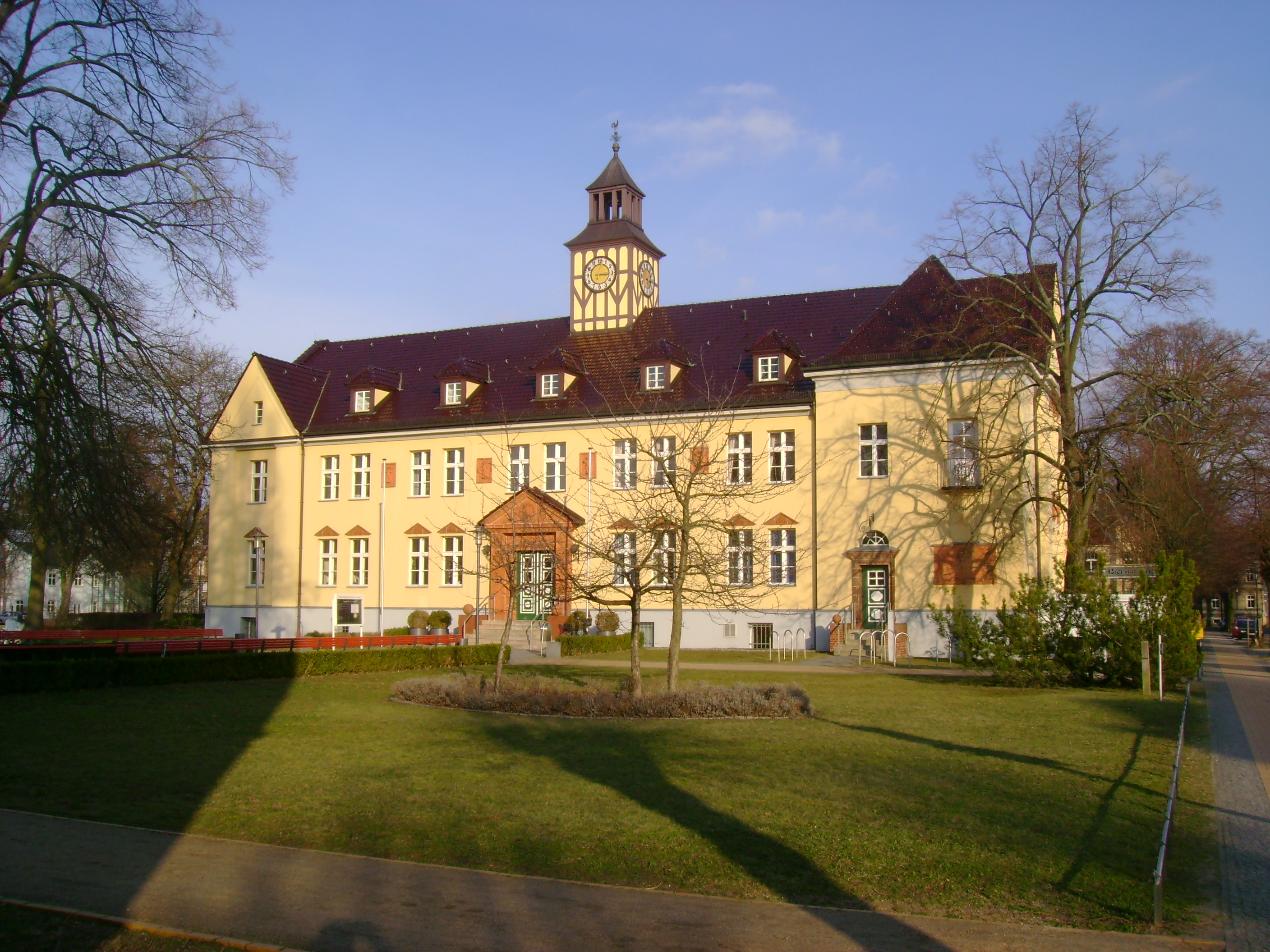
Rathaus Velten, ehemaliges Elektrizitätswerk, 1922 umgebaut

Hübner wurde in der Bürgermeisterstichwahl am 15. Oktober 2017 mit 50,9 % der gültigen Stimmen in ihrem Amt bestätigt. Ihre Amtszeit beträgt acht Jahre.

### Wappen
| Wappen von Velten | Blasonierung: „In Silber ein grüner Kachelofen mit goldener Tür und schwarzen Beschlägen.“ |
| Wappen von Velten | Wappenbegründung: Dieses Wappen des als Ofenstadt bekannten Ortes ist seit etwa 1920 in Gebrauch, als Velten noch ein Dorf war. Es symbolisiert die einheimische Kachelofenindustrie. Das Wappen wurde am 15. April 1997 durch das Ministerium des Innern genehmigt. |

### Städtepartnerschaften
Seit 1968 besteht mit der französischen Stadt Grand-Couronne eine Partnerschaft.

## Sehenswürdigkeiten

### Museum

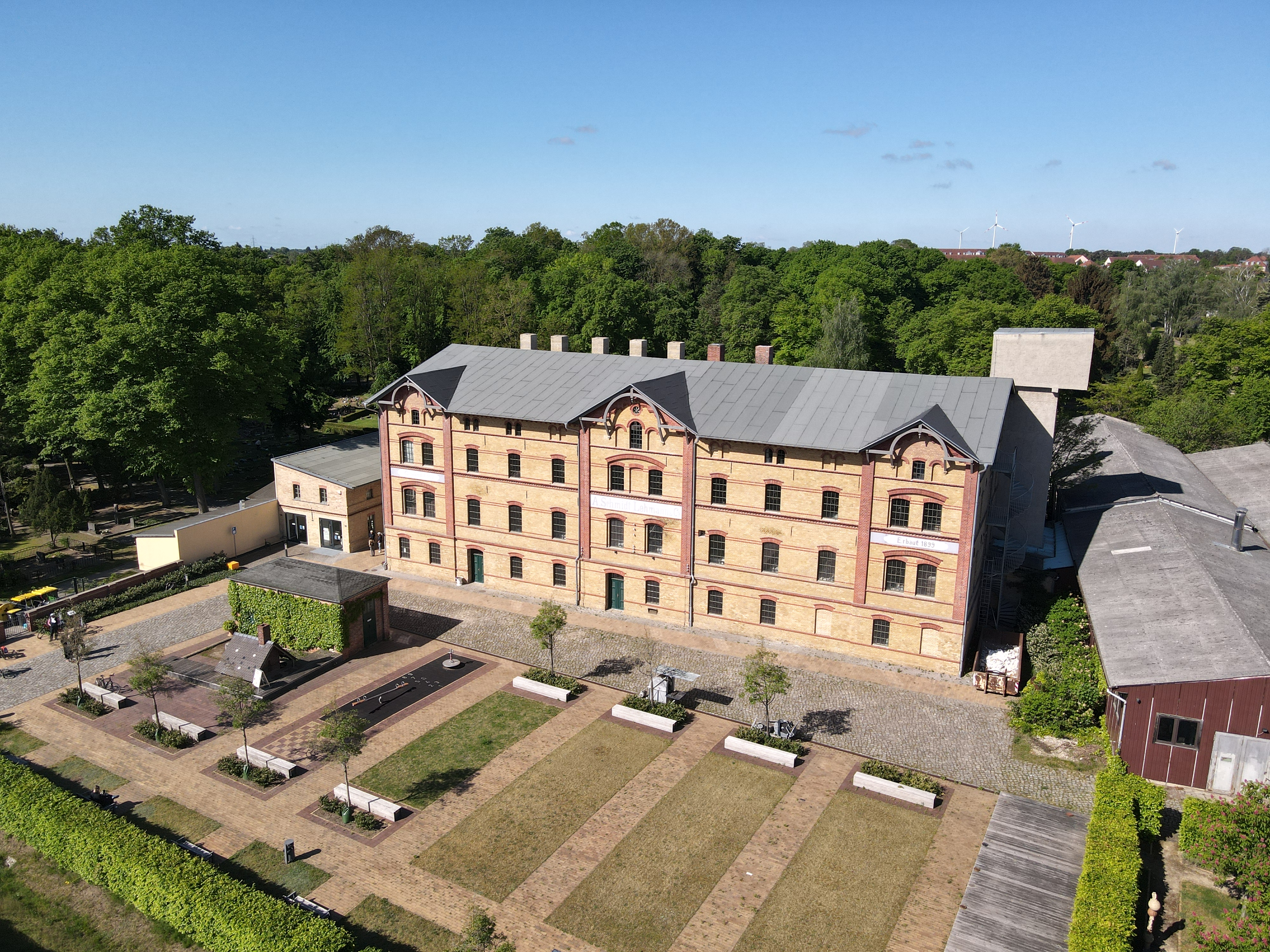
Ofen- und Keramikmuseum in der Wilhelmstraße 32

Das Ofen- und Keramikmuseum Velten ist das einzige seiner Art in Deutschland. Es befindet sich in zwei Etagen einer noch produzierenden Ofenfabrik, die 1872 gegründet wurde. Das Museum zeigt Öfen vom 16. bis zum 20. Jahrhundert sowie Keramik von Künstlern der Mark Brandenburg: Arbeiten von Hedwig Bollhagen, der Steingutfabriken Velten-Vordamm, Haël-Keramik u. a. Vier bis fünf Sonderausstellungen im Jahr ergänzen die ständige Ausstellung.

### Bauwerke
In der Liste der Baudenkmale in Velten sowie in der Liste der Bodendenkmale in Velten stehen die in der Denkmalliste des Landes Brandenburg eingetragenen Baudenkmale bzw. Bodendenkmale.

### Geschichtsdenkmale
- Gedenkstein auf dem Friedhof. an der Kochstraße für die Opfer der Zwangsarbeit
- Denkmal von 1951/52 an der Ecke Bahnstraße/Poststraße für antifaschistische Widerstandskämpfer
- Erinnerungstafel auf einem Gedenkstein im Park Viktoria-/Ecke Kochstraße für den ermordeten Veltener KPD-Vorsitzenden, durch Unbekannte nach 1989 beschädigt und daher im Bürgermeisteramt aufbewahrt
- Gedenktafel am Haus Wilhelmstraße 19 an den ermordeten Widerstandskämpfer Richard Ungermann. Die Gedenktafel ist von dem halb verfallenen Haus demontiert worden. Nach Aussage der Stadtverwaltung gibt es über den Verbleib keine Information.
- Gedenkstein in der Karl-Liebknecht-Straße zur Erinnerung an den ermordeten Politiker Karl Liebknecht

## Wirtschaft und Infrastruktur

### Unternehmen

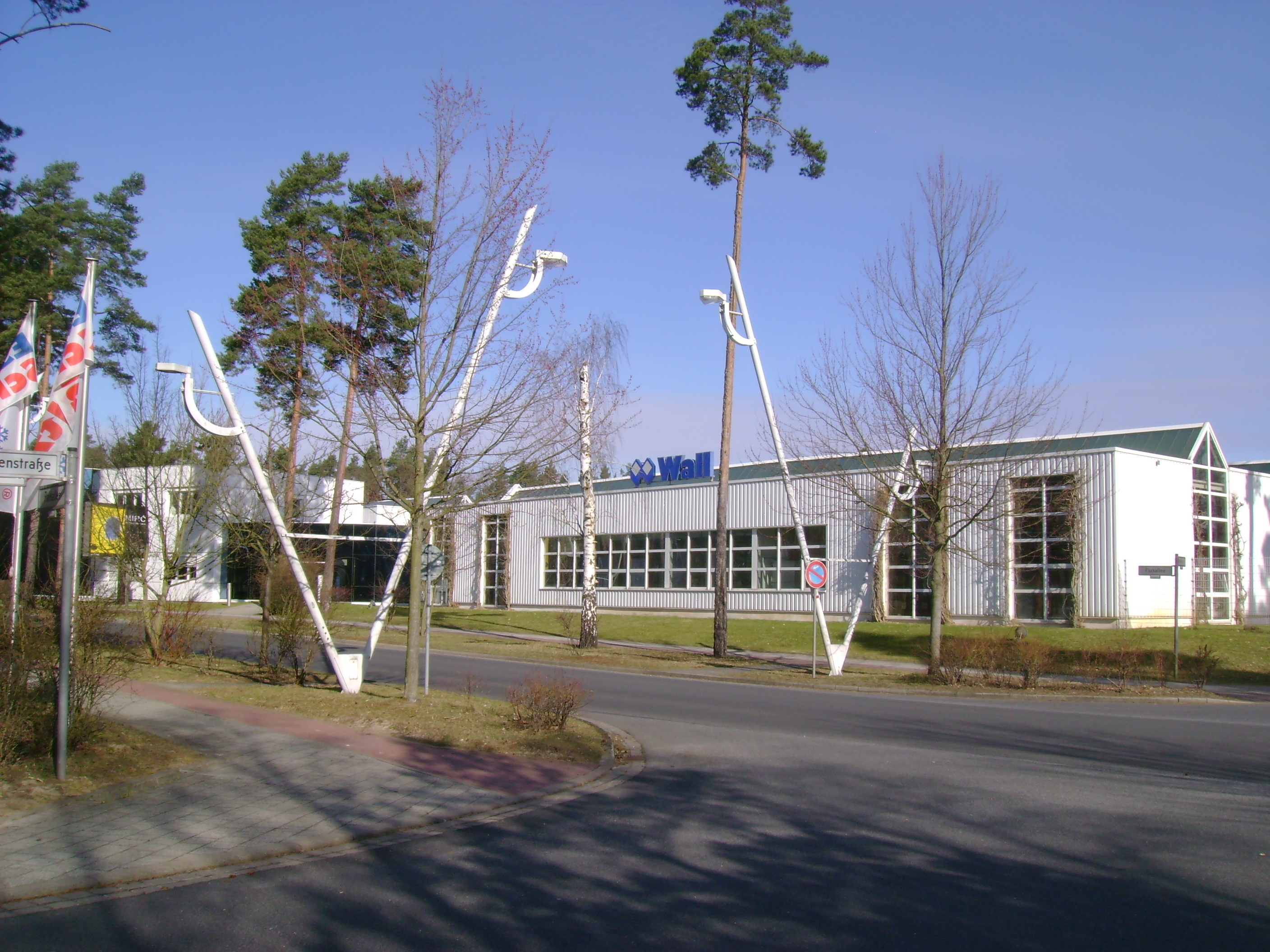
Produktionswerk der Wall GmbH im Businesspark Velten

Velten ist immer noch ein bedeutender Industriestandort in Oberhavel. Zusammen mit den Städten Oranienburg und Hennigsdorf ist Velten Teil des Regionalen Wachstumskerns O-H-V (RWK O-H-V), in dem die Industriebranchen Schienenverkehrstechnik, Kunststoff/Chemie, Metall, Biotech/ Life-Science und Logistik besonders gefördert werden.
Im Jahr 1994 nahm das Produktionswerk des Berliner Stadtmöbelherstellers Wall AG (seit 2016 Wall GmbH) im Veltener Businesspark seine Produktion auf. Die ALBA Group, ein Berliner Unternehmen der Entsorgungs- und Recyclingbranche, betreibt die Abfallwirtschafts-Union (AWU). Das deutschlandweit tätige Duisburger Unternehmen Klöckner Stahlhandel hat eine Niederlassung in Velten. Seit 2001 hat der europaweit tätige Schweizer Schienenfahrzeughersteller Stadler Rail ein Servicezentrum eingerichtet. Dieses ist der Stadler Pankow GmbH in Berlin zugeordnet. In Velten werden einzelne Komponenten gefertigt und die neugebauten Schienenfahrzeuge in Betrieb genommen. Im Industriegebiet Berliner Straße betreibt die weltweit agierende schwedische Trelleborg AB einen Produktionsstandort. Gegenüber befindet sich eine Niederlassung der Rhenus Logistics GmbH und nicht weit davon entfernt ist die Buderus Niederlassung für Berlin-Brandenburg. Der Tetra Verlag für Aquaristik und Terraristik hat seinen Sitz ebenfalls in Velten.

### Verkehr

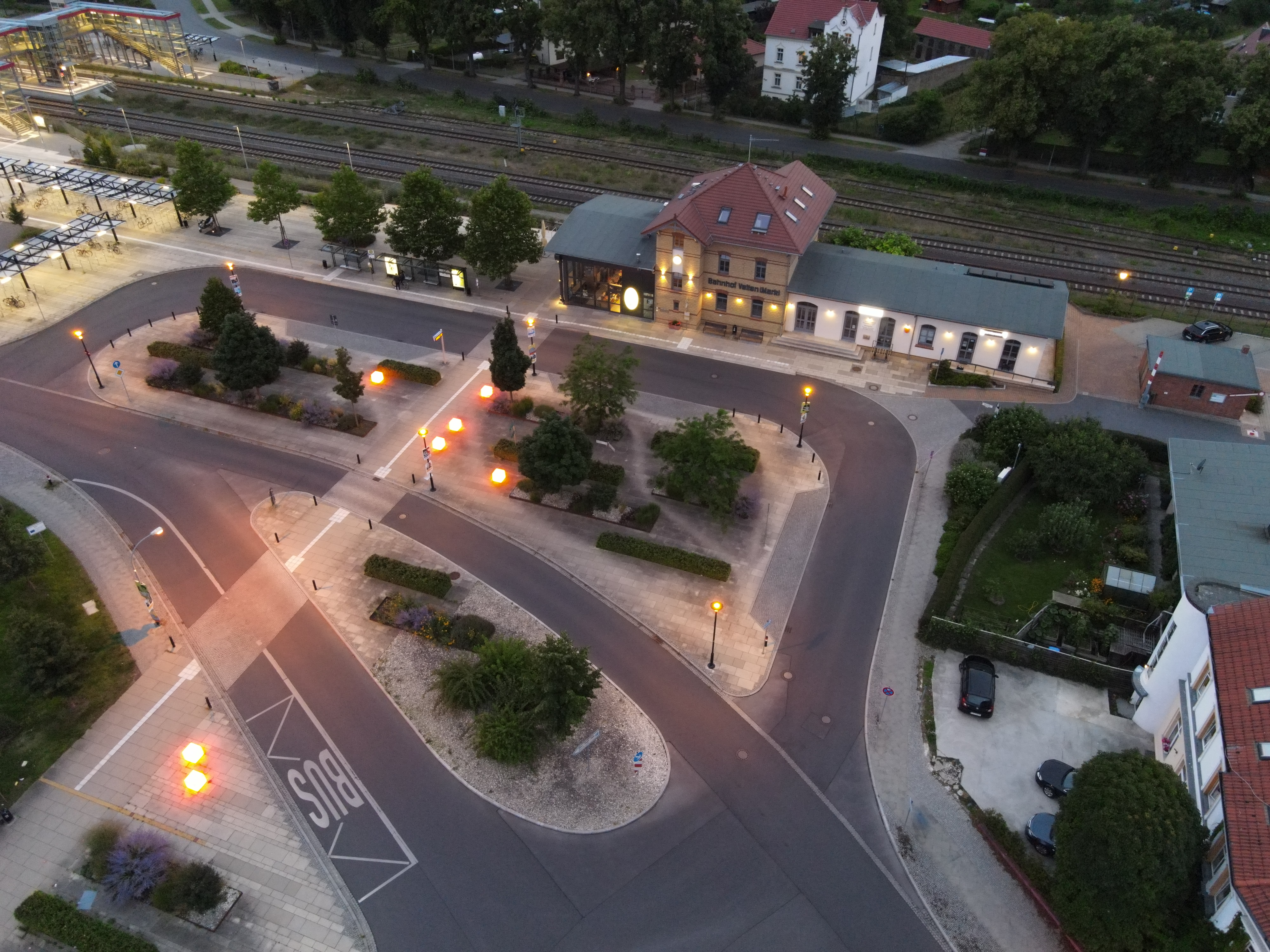
Bahnhof Velten (Mark)

Velten liegt an den Landesstraßen L 20 zwischen Schönwalde-Glien und Birkenwerder sowie L 172 zwischen Germendorf und Hennigsdorf. Durch das Stadtgebiet führen die Bundesautobahnen A 111 mit der Anschlussstelle Hennigsdorf und die A 10 (Nördlicher Berliner Ring). Das Autobahndreieck Kreuz Oranienburg liegt ebenfalls im Stadtgebiet. Die frühere Anschlussstelle Velten an der A 10 wurde im Zuge des Umbaus des Dreiecks Kreuz Oranienburg geschlossen.
Der Bahnhof Velten (Mark) liegt an der Kremmener Bahn. Er wird von der Regional-Express-Linie RE 6 Berlin-Charlottenburg–Wittenberge und der Regionalbahnlinie RB 55 Hennigsdorf–Kremmen bedient. Eine Anbindung an das Berliner S-Bahn-Netz durch die Linie S25 wird im Zuge des Projektes i2030 untersucht.
Bis zum Mauerbau 1961 führte eine Linie der Berliner S-Bahn direkt in das Berliner Stadtzentrum und weiter nach Rangsdorf. Nach dem Mauerbau gab es bis 1983 zwischen Velten und Hennigsdorf nur noch einen Inselbetrieb der S-Bahn.
Velten war Anfangspunkt der 1969 stillgelegten und mittlerweile abgebauten Nebenbahnstrecke nach Oranienburg. Zudem war Velten bis 1963 ein Endpunkt der Osthavelländischen Kreisbahnen. Dieses Teilstück der früheren Bahnstrecke existiert ebenfalls nicht mehr. Bis 1998 gab es im Veltener Ortsteil Hohenschöpping an der Kremmener Bahn einen weiteren Haltepunkt.
Velten ist mit der Buslinie 824 der Oberhavel-Verkehrsgesellschaft (OVG) im 20-Minuten-Takt mit Hennigsdorf und Oranienburg verbunden. Die Linie 807 pendelt zwischen Hennigsdorf Bahnhof und Velten-Parkstadt, die Linie verkehrt jedoch nur von Montag bis Freitag. Mit der Linie 816 gelangt man vom Bahnhof Velten zum S-Bahnhof in Borgsdorf.
Das Radwegenetz befindet sich im noch Aufbau, wichtige Routen innerorts und zu den Nachbargemeinden fehlen.
Die Stadt verfügt über einen Binnenhafen, der über den Veltener Stichkanal mit dem Oder-Havel-Kanal verbunden ist.

### Bildung

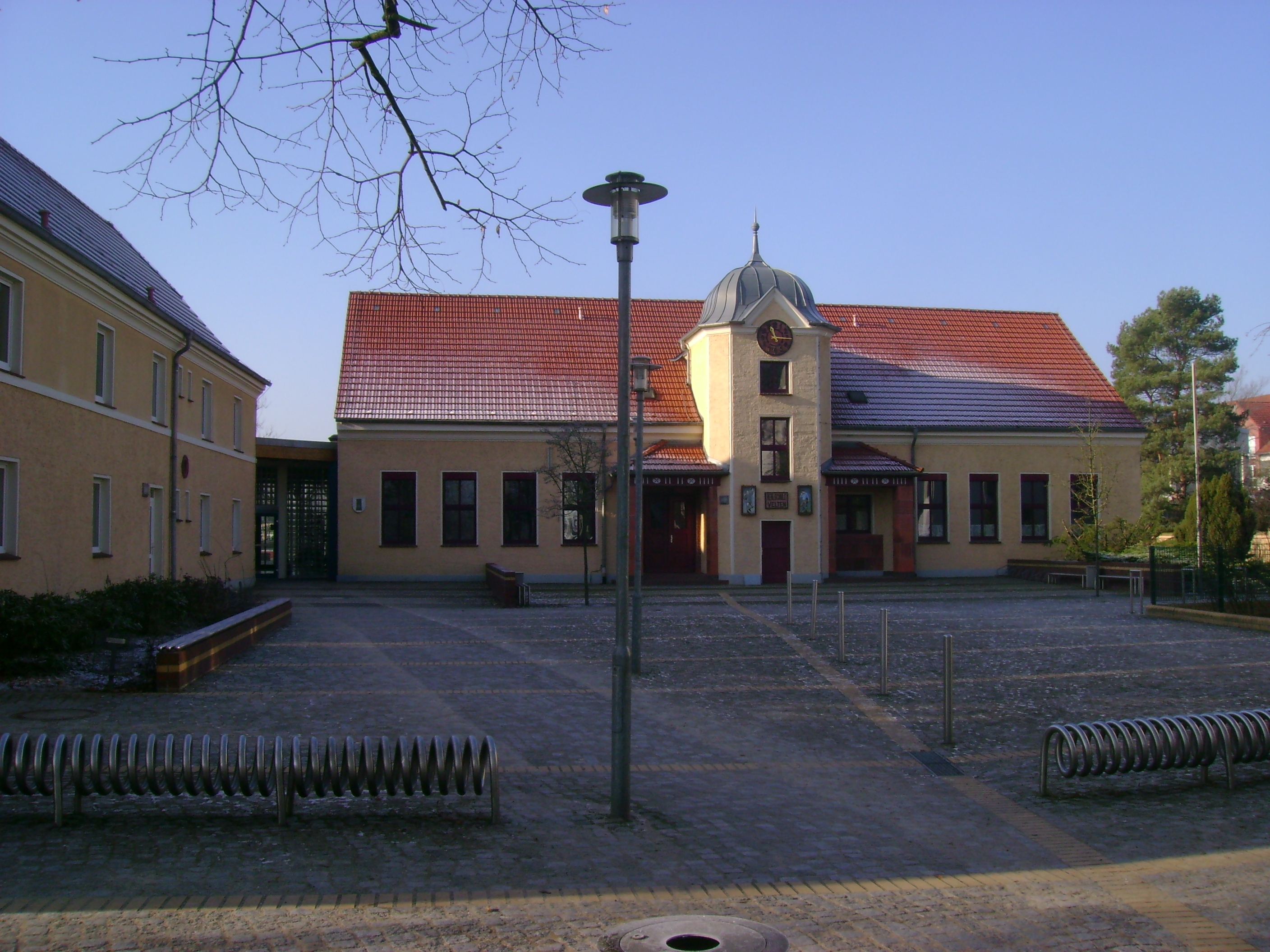
Gebäude der 1. Oberschule Velten, wird seit 1922 durchgehend als Schule genutzt

In Velten gibt es derzeit vier Schulen. Die Linden-Grundschule in der Viktoriastraße 10 ist in dem historischen Schulgebäude der Knabenschule von 1885 und der 1893 daneben gebauten Mädchenschule untergebracht. Vor 1990 befand sich in den Gebäuden die POS Richard Ungermann.
Die Barbara-Zürner-Oberschule in der Breiten Straße 32 befindet sich in einer 1922 für Schulzwecke umgebauten Scheune. Seitdem ist dieser Standort durchgehend als Schule genutzt worden. Bis 1990 war hier die POS Gustav Gersinski untergebracht. Danach wurde die Schule in Realschule Velten und später in 1. Oberschule umbenannt, bis sie 2017 den heutigen Namen erhielt.
Die heutige Löwenzahn-Grundschule entstand 1988 als POS Fritz Gabbe und ist das zentrale Gebäude in Velten-Süd.
Nach der politischen Wende wurde 1993 das Gymnasium Velten gegründet, das 1997 in das neue Gebäude in der Emma-Ihrer-Straße 7b zog. Am 30. August 2002 erfolgte die Umbenennung in Hedwig-Bollhagen-Gymnasium.
Im Veltener Ortsteil Hohenschöpping befand sich die Ingenieurschule Hanno Günther, in der Ingenieure für Elektrotechnik ausgebildet wurden.

### Sport
Der BSG Chemie Velten gelang 1989 im Fußball der Aufstieg in die zweitklassige DDR-Liga, in der man den vierten Platz errang. Sie gab 1990 ihre Lizenz für die neugegründete NOFV-Oberliga wegen fehlender finanzieller Voraussetzungen zurück. Nach der Wende nannte der Verein sich in FSV Velten 90 um und nahm nach einem Konkurs den heutigen Namen SC Oberhavel Velten an. In der Saison 2024/2025 spielt der Verein in der Landesklasse Nord Brandenburg.
Der Veltener RC Empor 1969 spielt im Rugby zurzeit in der 2. Bundesliga Ost. Zusammen mit dem SV Stahl Hennigsdorf 1948 und der RU Hohen Neuendorf, die in den Nachbarstädten beheimatet sind, bilden sie die Rugbyhochburg im Land Brandenburg.
Ab den 1970er Jahren entstand durch die Förderung von Kies nordöstlich der Stadt ein etwa zwölf Hektar großer See. Heute wird dieser als Badesee genutzt. Hier befindet sich auch eine für die Region einzigartige Wasserski- und Wakeboardanlage. Zum 1. Januar 2008 wurde der Bernsteinsee, der früher auch Autobahnsee genannt wurde, im Rahmen eines Gebietsaustausches in die Stadt Velten eingegliedert. Zuvor gehörte er zu Hohen Neuendorf.

## Persönlichkeiten
- Emma Ihrer (1857–1911), Gewerkschafterin, lebte von 1887 bis 1894 in Velten, ihr Ehemann führte die Concordia-Apotheke in der Breiten Straße
- Richard Blumenfeld (1863–1943), leitete von 1884 bis 1930 die auf dem Gebiet der Ton- und Keramikwaren tätige Richard Blumenfeld AG in Velten
- Luise Harkort (1886–1966), von 1924 bis 1931 Keramikerin in den Steingutfabriken Velten-Vordamm
- Hans Eichmann (1888–1987), Maler, lebte in Velten
- Erna Gersinski (1896–1964), Widerstandskämpferin gegen den Nationalsozialismus, lebte in Velten.
- Heidi Kempa (* 1941), Schlagersängerin der DDR, in Velten geboren
- Reinhilde Schildhauer-Gaffrey (1947–2003), Politikerin (SPD), lebte in Velten
- Gretel Schulze (1948–2019), Kabarettistin und Regisseurin, in Velten geboren
- Marco Schulze (* 1977), ehemaliger Profiboxer, lebt in Velten
- Martin Männel (* 1988), Fußballtorwart, spielte zwischen seinem achten und vierzehnten Lebensjahr beim SC Oberhavel Velten